# Ґерт Франк
Ґерт Франк (дан. Gert Frank, 15 березня 1956 — 19 січня 2019) — данський велогонщик.
Бронзовий призер Олімпійських Ігор 1976 року в роздільній командній гонці.